# Nathan O’Neill
Nathan O’Neill (* 23. November 1974 in Sydney) ist ein ehemaliger australischer Radrennfahrer.

## Sportlicher Werdegang
O’Neill wurde 2000 Profi bei Ceramiche Panaria, wo er drei Jahre fuhr. Danach fuhr er jeweils ein Jahr bei Saturn, Colavita und Navigators Insurance, bis er 2006 zu Health Net-Maxxis ging. Er errang Etappensiege bei der Schweden-Rundfahrt, der Tour de Langkawi und dem Redlands Bicycle Classic. Bei der neu geschaffenen Kalifornien-Rundfahrt wurde er 2006 Fünfter der Gesamtwertung. Bei den Commonwealth Games 2002 errang O’Neill die Bronzemedaille und bei den Commonwealth Games 2006 in Melbourne die Goldmedaille im Einzelzeitfahren. Zwischen 2002 und 2007 wurde er fünfmal australischer Meister im Einzelzeitfahren.
Bei der Elk Tour Grove 2007 in den USA wurde Nathan O’Neill positiv auf Phentermin getestet. Er wurde daraufhin für 15 Monate gesperrt. Der Internationale Sportgerichtshof erhöhte die Sperre 2008 um zwei weitere Jahre bis zum August 2010.

## Erfolge
2001
- Firenze–Pistoia

2002
- Australischer Meister – Einzelzeitfahren
- – Zeitfahren Commonwealth Games

2004
- Australischer Meister – Einzelzeitfahren

2005
- Australischer Meister – Einzelzeitfahren
- GP Cycliste de Beauce

2006
- Australischer Meister – Einzelzeitfahren
- – Zeitfahren Commonwealth Games

2007
- Australischer Meister – Einzelzeitfahren

## Teams
- 1999 – Navigare-Gaerne (Stagiaire)
- 2000 – Ceramiche Panaria-Gaerne
- 2001–2002 – Ceramiche Panaria-Fiordo
- 2003 – Saturn Cycling Team
- 2004 – Colavita
- 2005 – Navigators Insurance
- 2006–2007 – Health Net-Maxxis
- 2009 – Fly V Australia
- 2010 – Bahati Foundation